# Ira David Wood III
Ira David Wood III (* 19. November 1947 in Rocky Mount, North Carolina) ist ein US-amerikanischer Schauspieler und Theaterregisseur.

## Leben
1983 spielte er an der Seite von Christopher Walken und Natalie Wood in Projekt Brainstorm. Wood ist Gründer und Leiter des Theatre In The Park in Raleigh, North Carolina.
Seine Tochter ist die Schauspielerin Evan Rachel Wood.